# Lapa (Rio de Janeiro)

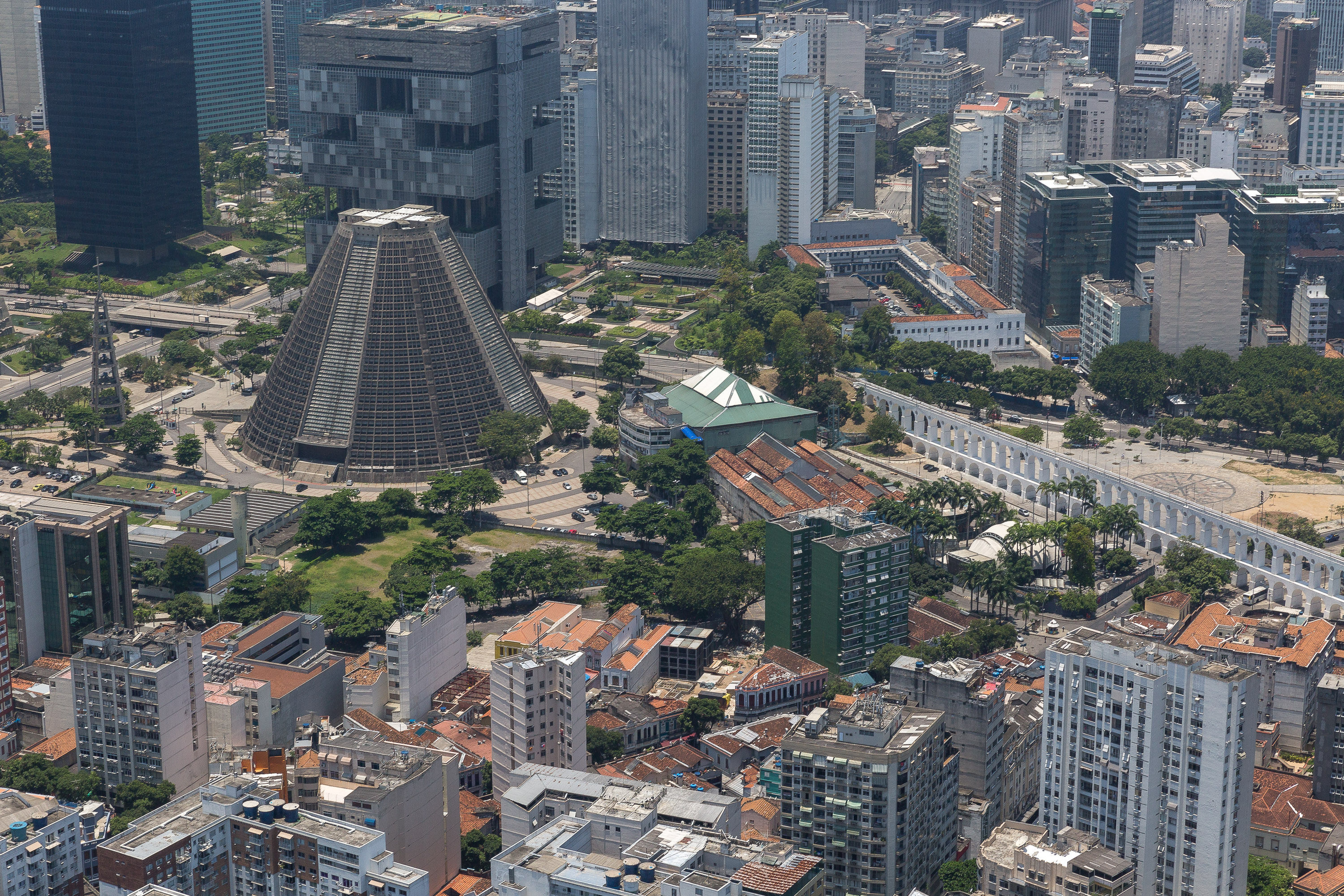
Luftbildaufnahme

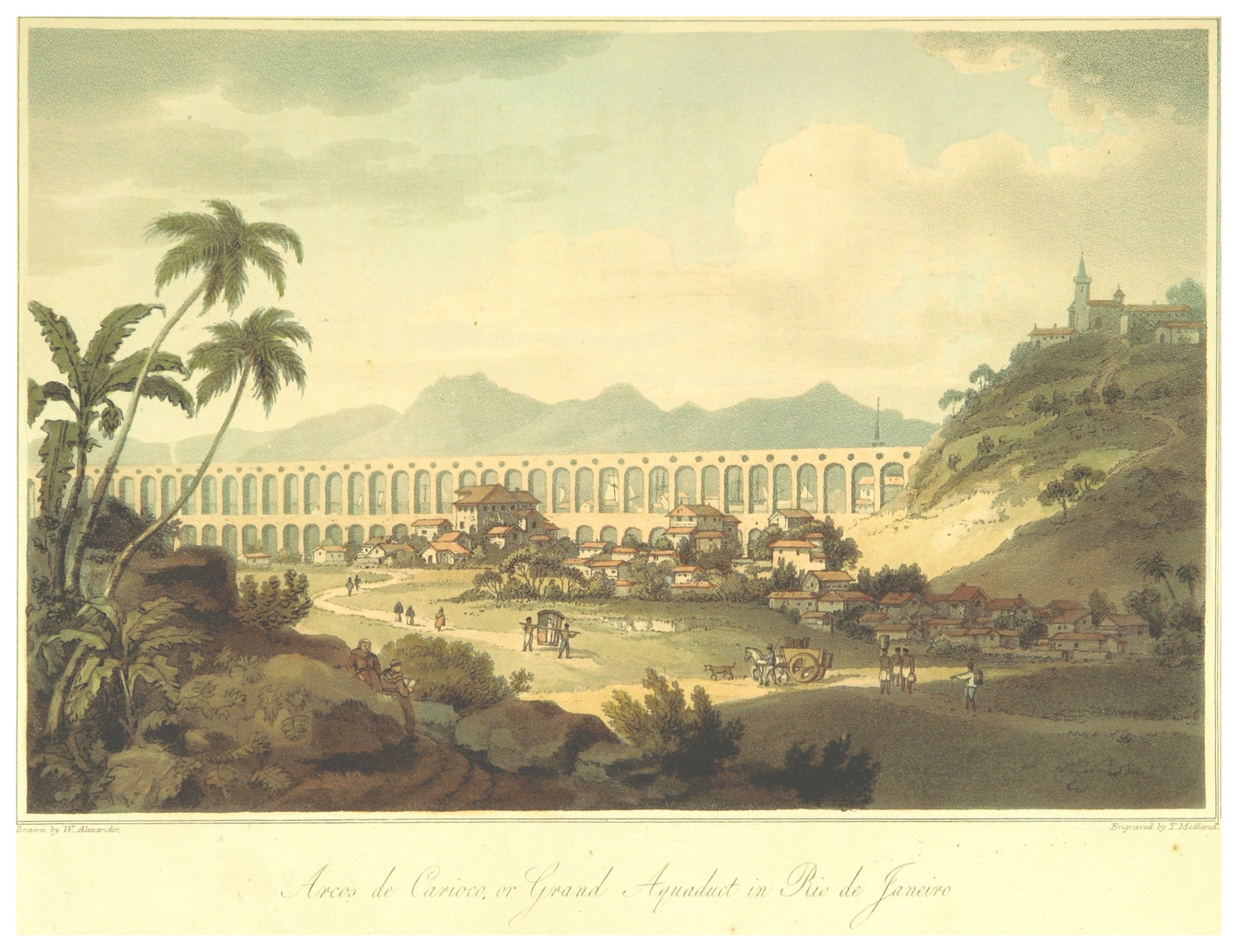
Ansicht von 1792

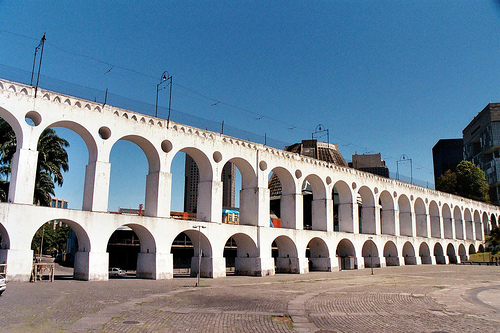
Bögen von Lapa (Arcos da Lapa)

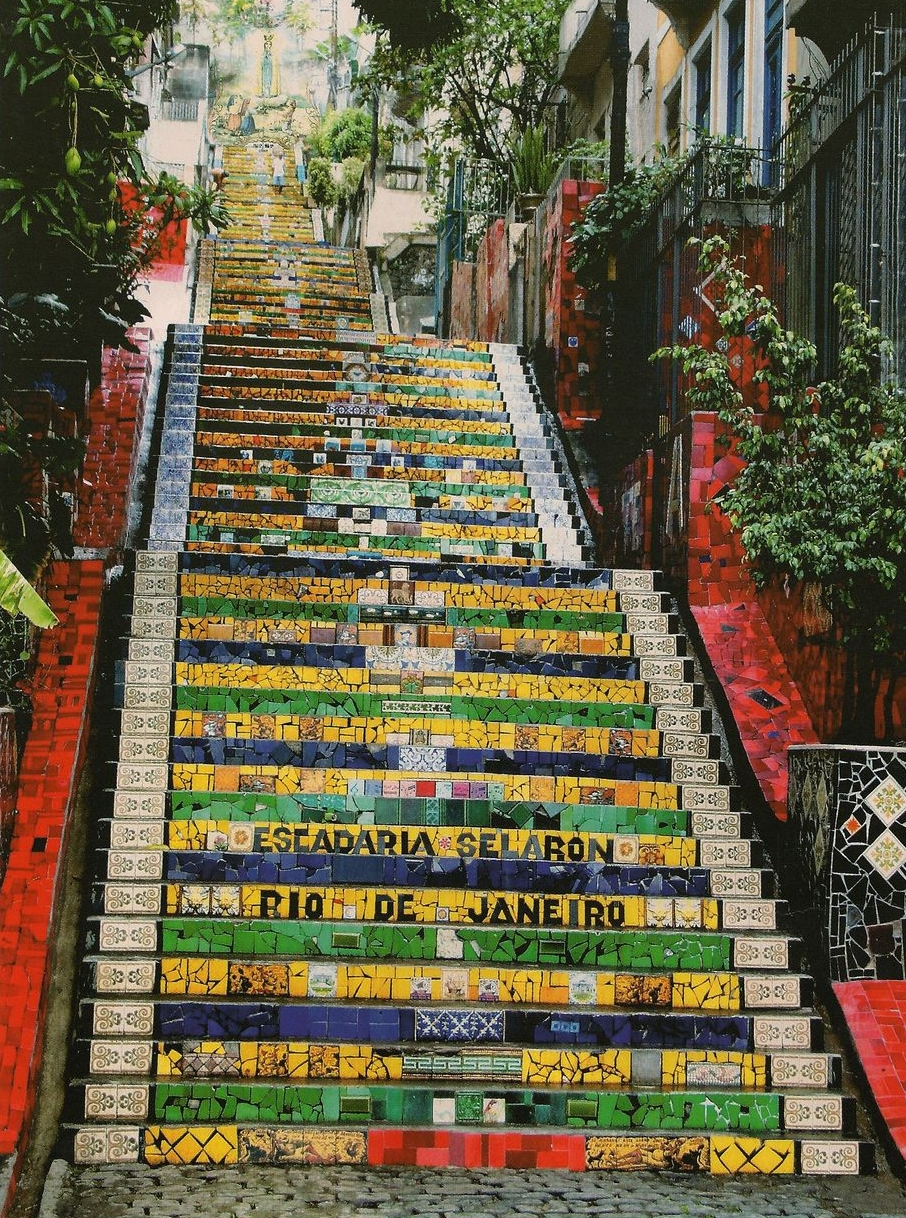
Escadaria Selarón

Lapa ist ein Bairro (Stadtviertel) des Stadtzentrums (Zona Central) von Rio de Janeiro. Es ist bekannt für seine Architektur, insbesondere die „Bögen von Lapa“ (Arcos da Lapa), die zu Kolonialzeiten errichtet wurden und als Aquädukte dienten. Auf dem Aquädukt fährt mit Unterbrechungen seit 1986 die Straßenbahn Santa Teresa. Die Kirche „Igreja de Nossa Senhora da Lapa“ ist ein weiteres Zeugnis der alten Architektur.
Entlang der Hauptstraßen Mem de Sá, Riachuelo und Lavradio befinden sich städtische Sehenswürdigkeiten, wie das Konzerthaus „Sala Cecília Meireles“.
Sehr bekannt ist in jüngster Zeit die Escadaria Selarón, die Fliesentreppe des chilenischen Künstlers Jorge Selarón, welche die Stadtviertel Lapa mit Santa Teresa verbindet. Sie ist eine der meistbesuchten Sehenswürdigkeiten von Rio de Janeiro.